# Cláudia
Cláudia là một đô thị thuộc bang Mato Grosso, Brasil. Đô thị này có diện tích 3820,948 km², dân số năm 2007 là 10648 người, mật độ 2,79 người/km².